# Tau1 Eridani
Tau1 Eridani (1 Eridanus) é uma estrela na direção da constelação de Eridanus. Possui uma ascensão reta de 02h 45m 05.98s e uma declinação de −18° 34′ 21.5″. Sua magnitude aparente é igual a 4.47. Considerando sua distância de 46 anos-luz em relação à Terra, sua magnitude absoluta é igual a 3.74. Pertence à classe espectral F5/F6V.